# 宮本村 (福島県)
宮本村（みやもとむら）は福島県東白川郡にかつて存在した村である。

## 地理
現在の古殿町の東部に位置する。
村域は阿武隈高地に位置し、山がちな地形である。

## 歴史

### 村域の変遷
- 1889年（明治22年）4月1日 - 町村制の施行により、東白川郡山上村、論田村、松川村及び大久田村を廃し、その区域をもって東白川郡宮本村を設置する。
- 1955年（昭和30年）3月31日 - 東白川郡宮本村及び竹貫村を廃し、その区域をもって東白川郡古殿村を設置する。

変遷表
| 1868年 以前 | 1868年 以前 | 明治6年 | 明治22年 4月1日 | 昭和30年 3月31日 | 昭和32年 4月1日 | 平成6年 4月1日      | 平成6年 4月1日 | 現在   |
| ----------- | ----------- | ------- | --------------- | ---------------- | --------------- | ------------------- | -------------- | ------ |
|             | 山上村      | 山上村  | 宮本村          | 古殿村           | 町制            | 石川郡 の区域とする | 古殿町         | 古殿町 |
|             | 論田村      |         | 宮本村          | 古殿村           | 町制            | 石川郡 の区域とする | 古殿町         | 古殿町 |
|             | 上松川村    | 松川村  | 宮本村          | 古殿村           | 町制            | 石川郡 の区域とする | 古殿町         | 古殿町 |
|             | 下松川村    | 松川村  | 宮本村          | 古殿村           | 町制            | 石川郡 の区域とする | 古殿町         | 古殿町 |
|             | 大久田村    |         | 宮本村          | 古殿村           | 町制            | 石川郡 の区域とする | 古殿町         | 古殿町 |

## 大字
- 山上（やまかみ）
- 論田（ろんでん）
- 松川（まつかわ）
- 大久田（おおぐた）

## 人口･世帯

### 人口
総数 [単位： 人]
| 1891年（明治24年） | 2,763 |
| 1920年（大正 9年） | 5,068 |
| 1947年（昭和22年） | 7,280 |

### 世帯
総数 [単位： 世帯]
| 1920年（大正 9年） | 890   |
| 1947年（昭和22年） | 1,183 |